# Rionero in Vulture
Rionero in Vulture – miejscowość i gmina we Włoszech, w regionie Basilicata, w prowincji Potenza. Według danych z 31 grudnia 2016 gminę zamieszkiwało 13 239 osób.